# 부여군의 문화유적
다음은 대한민국 부여군의 지정 문화재 목록이다.
2008년 기준으로, 국보 4개, 보물 16개, 사적 21곳, 사적 및 명승 1곳, 무형문화재 1개, 천연기념물 1개, 민속자료 4개, 국가등록문화재 3개가 있다.

## 국가 지정

### 국보
| 번호 | 지정번호 | 등록명                     | 소재지                    |
| ---- | -------- | -------------------------- | ------------------------- |
| 1    | 9호      | 부여 정림사지 오층석탑     | 충남 부여군 부여읍 동남리 |
| 2    | 287호    | 백제 금동대향로            | 충남 부여군 부여읍 동남리 |
| 3    | 288호    | 부여 능산리사지 석조사리감 | 충남 부여군 부여읍 동남리 |
| 4    | 293호    | 금동관세음보살입상         | 충남 부여군 부여읍 동남리 |

### 보물
| 번호 | 지정번호 | 등록명                  | 소재지                    |
| ---- | -------- | ----------------------- | ------------------------- |
| 1    | 21호     | 당유인원기공비          | 충남 부여군 부여읍 동남리 |
| 2    | 107호    | 보광사 대보광선사비     | 충남 부여군 부여읍 동남리 |
| 3    | 108호    | 부여정림사지석불좌상    | 충남 부여군 부여읍 동남리 |
| 4    | 184호    | 부여장하리3층석탑       | 충남 부여군 장암면 장하리 |
| 5    | 185호    | 무량사5층석탑           | 충남 부여군 외산면 만수리 |
| 6    | 194호    | 부여 석조               | 충남 부여군 부여읍 동남리 |
| 7    | 196호    | 금동석가여래입상        | 충남 부여군 부여읍 동남리 |
| 8    | 217호    | 대조사 석조미륵보살입상 | 충남 부여군 임천면 구교리 |
| 9    | 233호    | 무량사 석등             | 충남 부여군 외산면 만수리 |
| 10   | 329호    | 군수리석조여래좌상      | 충남 부여군 부여읍 동남리 |
| 11   | 330호    | 군수리금동미륵보살입상  | 충남 부여군 부여읍 동남리 |
| 12   | 356호    | 무량사 극락전           | 충남 부여군 외산면 만수리 |
| 13   | 1265호   | 무량사 미륵불괘불탱     | 충남 부여군 외산면 만수리 |
| 14   | 1339호   | 오덕사괘불탱            | 충남 부여군 충화면 오덕리 |
| 15   | 1473-3호 | 체제공 영정             | 충남 부여군 부여읍 동남리 |
| 16   | 1497호   | 김시습 영정             | 충남 부여군 외산면 만수리 |

## 같이 보기
- 부여군
- 백제